# Heinrich Seewald
Heinrich Seewald (* 10. Juni 1918 in Kassel; † 28. Oktober 1999 in Stuttgart) war ein deutscher Historiker und Verleger.

## Werdegang
Seewald wuchs in Soest auf. Er studierte Geschichte, Philosophie, Literaturwissenschaften und Klassische Philologie und promovierte 1949 in Tübingen über die deutsche Geschichtswissenschaft im 19. Jahrhundert. Danach war er als Lektor im Scherz und Goverts Verlag tätig. 1956 gründete er in Stuttgart den Seewald Verlag und publizierte als einer der ersten Verleger in der Bundesrepublik zeitgeschichtliche, überwiegend konservative Bücher. Politiker wie Franz Josef Strauß, Fritz Erler, Erich Mende und Helmut Schmidt veröffentlichten bei ihm. Daneben brachte er hochkarätige Weinbücher heraus, die zu Bestsellern wurden.
Mitte der 1970er Jahre wurde der Jahresumsatz des Verlages, der vielfach geförderte und von Interessengruppen finanzierte Bücher herausbrachte, von Experten auf 4 bis 5 Millionen D-Mark geschätzt. Die Umschlaggestaltung der Verlagsbücher übernahm überwiegend Seewalds Frau Hela (1921–2013), die Grafikerin war. Auch arbeiteten die zwei Söhne des Paares zeitweise im Verlag mit. Zuletzt hatte der Verlag die Rechtsform einer GmbH und Co. KG.
1983 verkaufte Seewald seinen Verlag an den Herforder Druckereibesitzer und Zeitungsverleger Carl-Wilhelm Busse, dessen Familie das Westfalen-Blatt gehört, zog sich aber nicht ganz aus dem Verlagsgeschäft zurück. Der Verlag wurde dem Namen Busse-Seewald fortgeführt. Der Busse-Seewald-Verlag wurde wiederum 2010 in den Stuttgarter frechverlag integriert.

## Ehrungen
- 1978: Verdienstkreuz 1. Klasse der Bundesrepublik Deutschland[6]